# Дложевський Сергій Степанович
Сергі́й Степа́нович Дложе́вський (22 вересня 1889 р., Кам'янець-Подільський —  23 жовтня 1930 р., Одеса) — український педагог, філолог, археолог і пам'яткоохоронець.

## Біографія
С, С. Дложевський народився 22 вересня 1889 року в Кам'янці-Подільському, де його батько Степан Сергійович Дложевський працював викладачем у чоловічому духовному училищі. В 1906 році закінчив Кам'янець-Подільську гімназію .
В 1911 році закінчив історико-філологічний факультет Київського університету.
У квітні 1914 року склав іспити і став магістром класичної філології.
Протягом 1914—1917 років був приват-доцентом Київського університету. В 1918 році брав участь у формуванні Таврійського університету у Ялті.
У 1919 році переїхав до Одеси и став приват-доцентом Одеського університету.
З вересня 1920 року працював професором Одеського інституту народної освіти, в 1922 році був проректором. З 1925 року був деканом факультету соціального виховання.
З вересня 1921 року був директором Історико-археологічного музею та до 1924 року — професором Одеського архелогічного інституту.
Був головою археологічної секції Одеської комісії краєзнавства при Всеукраїнській Академії Наук (ВУАН) завідувачем музейного відділу Одеського губернського відділу політпросвіти, у 1926—1930 роках — крайовим інспектором з охорони пам'яток матеріаліальної культури та природи Народного комісаріату освіти УСРР.
У 1925—1928 роках викладав у Кам'янець-Подільському інституті народної освіти (нині Кам'янець-Подільський національний університет). Був членом Кам'янець-Подільського наукового товариства (від 1925 року).
Помер 23 жовтня 1930 року.

## Наукова діяльність
У 1927–30 роках був заступником голови, головою Ольвійської археологічної експедиції. Досліджував питання загального мовознавства, античної археології, історії археології, епіграфіки, музейної справи. Разом із Б. Фармаковським і М. Болтенком проводив розкопки в Ольвії.
Учасник 1-го (1927) і 2-го (1929) Всеукраїнського сходознавчого з'їздів, конгресу з проблем етрускології в Італії (1928), 1-го Міжнародного археологічного з'їзду в Берліні (1929).
Автор праць переважно з античної археології та епіграфіки, музеєзнавства, літературознавства, українського мовознавства тощо.

### Праці
- Дложевський С. С. Организация археологического института в Одессе // Народное просвещение. — 1921. — № 2-5. — С. 57-63.
- Дложевський С. С. К истории античной Мениппеи // Ученые записки Высшей Школы г. Одессы. — 1922. — Т. 2. — Отдел гуманитарно-общественных наук. — С. 133—139.
- Дложевський С. С. Плутарх у листуванні Г. С. Сковороди // Пам'яти Сковороди. — Одеса, 1923. — С.85—97.
- Дложевський С. С. Секция археологическая // Вісник Одеської комісії краєзнавства при ВУАН. — 1924. — Ч. 1. — С. 11-13.
- Дложевський С. С. Ернест Романович Штерн // Вісник Одеської комісії краєзнавства при ВУАН. — 1925. — Ч. 2-3. — С. 99-101.
- Дложевський С. С. Апулійська ваза-аск Одеського державного історико-археологічного музею // Вісник Одеської комісії краєзнавства при ВУАН. — 1925. — Ч. 2-3. — С. 101—104.
- Дложевський С. С. Територія Південної України, щодо її зв'язку із стародавнім Малоазійським культурним комплексом. Ольбія та Мілет (конспект доповіди) // Східний світ. — 1928. — № 2. — С. 166—170.
- Дложевський С. С. Про археологічні розкопки в Ольвії в рр. 1924, 1925 і 1926 // Східний світ. — 1928. — № 3—4. — С.289—294.
- Дложевський С. С. Амфорні ручки з клеймами ольбійських розкопів р. 1926 // Записки Всеукраїнського археологічного комітету. — 1930. — Т. 1. — С.113—126.
- Дложевський С. С. 1-й Міжнародний з'їзд археологів у Берліні // Україна. — 1929. — Ч. 37. — С. 173—175.
- Дложевський С. С. Ще одна ціла херсонеська амфора [з Ольвії] // Хроніка археології та мистецтва. — 1930. — Т. 1. — С.67—68.